# Sergio de Castro
Sergio de Castro (Buenos Aires, 15 settembre 1922 – Parigi, 31 dicembre 2012) è stato un artista argentino naturalizzato francese.

## Biografia
Sergio de Castro è nato in Argentina, in una famiglia aristocratica di origini spagnole (Galizia e Paesi Baschi), la Casa di Castro. Suo padre era un diplomatico, ed è per questo, dal 1923 al 1932, Castro visse in Svizzera con i suoi genitori e le sue due sorelle. Durante questi anni ha visitato città come Losanna, Ginevra e Torino.
Nel 1933 entrò in una scuola dei gesuiti a Montevideo e iniziò a studiare musica. Ha scoperto la poesia imparando a parlare e scrivere in spagnolo. È stato particolarmente toccato dalle opere di César Vallejo. Nel corso degli anni Castro sarebbe diventato amico di scrittori come Octavio Paz, Julio Cortázar, Samuel Beckett, Kostas Papaioannou e Georges Schéhadé. Dopo, durante un viaggio in Uruguay, conobbe Joaquín Torres García, con cui studiò pittura e arte monumentale dal 1941 al 1949. Nel 1942 si trasferì in Argentina, dove sarebbe vissuto fino al 1949. Castro era anche amico di altri artisti come Nikos Hadjikyriakos-Ghikas, Maria Helena Vieira da Silva e Árpád Szenes. 
Nel 1945 trovò lavoro come segretario nell'Osservatorio astronomico della città di Córdoba, dove lavorò anche come assistente del musicista Manuel de Falla in Alta Gracia, fino alla sua morte nel 1946. Nel 1945 e nel 1946 aveva una borsa di studio dal governo francese per studiare composizione musicale. Durante l'anno del 1946 tenne una mostra a New York City tra gli altri membri del laboratorio di Torres García. Nello stesso anno viaggiò nel nord-est dell'Argentina e nel sud del Perù per studiare arte precolombiana con Gonzalo Fonseca, Julio Uruguay Alpuy e Jonio Montiel.
Nel 1949 inizia a insegnare Storia della musica nella nuova scuola di musica della città di La Plata. Il suo lavoro di musicista ha attirato l'attenzione di personaggi importanti come Wilhelm Furtwängler, Aaron Copland e Juan José Castro. Lasciò questo lavoro quando ottenne una borsa di studio dal governo francese per migliorare i suoi studi musicali a Parigi, dove si stabilì nel novembre del 1949. Dal 1951 si dedicò esclusivamente alla pittura.
Nel 1955, la sua amica scrittrice e traduttrice tedesca Edith Aron lo presentò a Julio Cortázar, che sarebbe diventato un suo caro amico. Castro ha ispirato il personaggio di Etienne nel romanzo di Cortázar, Rayuela (Hopscotch). Nel libro è presente l'intima amicizia del protagonista, Horacio Oliveira, con il suo compagno nel Serpent Club, che ha spesso visitato nel suo studio a Parigi. Nel 1960 ha vinto l'Hallmark Prize a New York. Nel 1979 ha ottenuto la cittadinanza francese.
Nel 1980 ha esposto i suoi lavori al padiglione argentino alla 39 ° Biennale di Venezia. È stato professore associato presso la Facoltà di scienze umane dell'Università di Strasburgo dal 1981 al 1986. Nel 1997 è diventato Ufficiale dell'Ordine delle Arti e delle Lettere.
Nel 2006, Sergio de Castro ha fatto una donazione di 220 opere al Museo delle Belle Arti di Saint-Lô.
Era anche un amico intimo del musicista Alberto Ginastera, che ha fatto riferimento a Sergio de Castro e ai suoi primi lavori nei suoi appunti sulla musica moderna argentina.
Castro è morto il 31 dicembre 2012 a Parigi. È sepolto nel cimitero di Montparnasse, a Parigi, vicino al suo caro amico Samuel Beckett.

## Opere monumentali
- Due dipinti murali per il Padiglione Martirené dell'Ospedale Saint-Bois (1942), a Montevideo (Uruguay), in collaborazione con Joaquín Torres García e i suoi discepoli, tra i quali Castro era il più giovane.
- La creazione dell'universo (1956-1958), vetrata 6m x 20m. Castro lavorò con il pittore e vetraio J. J. Ray (1898-1979) a Parigi. Questa finestra è la chiesa del Monastero dei Benedettini a Couvrechef- La Folie (Caen). Architetto: Jean Zunz.[1]
- Redemption (1968-1969), vetrata di 4,5 x 17 m per il tempio luterano Dietrich Bonhoeffer Kirche ad Amburgo-Dulsberg (Germania). Architetto: Gerhart Laage.[1]
- The Prophets (1978-1981), cinque vetri macchiati per finestre preesistenti nella Collegiata di Romont (Friburgo), Svizzera, del XV secolo.
- Pittura murale per la biblioteca pubblica Yonne, a Saint-Georges-sur-Baulche, ad Auxerre (Francia).
- Pitture murali sul tema della chimica (numeri e lettere) per la società Atochem a Parigi La Défense, ora ribattezzata Arkema.

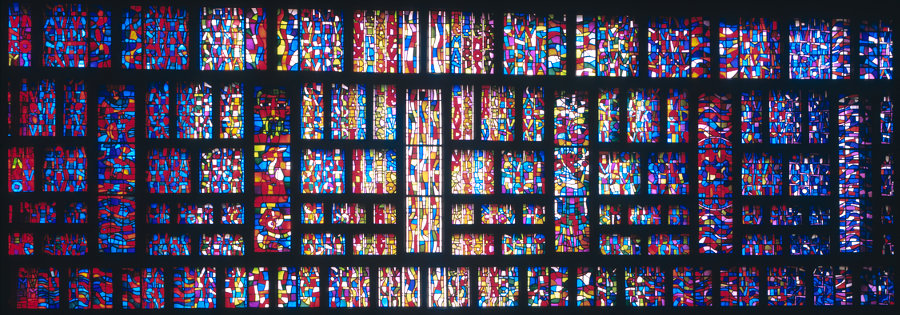
La Creazione dell'Universo, Monastero dei Benedettini, Couvrechef-La Folie, Caen, 1956-59
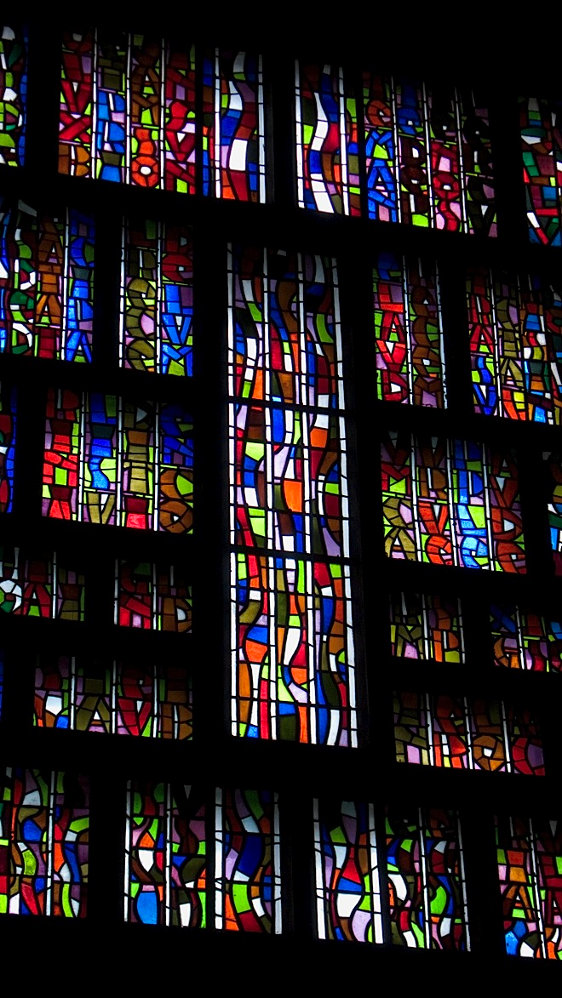
Il settimo giorno della creazione dalla finestra di Couvrechef.
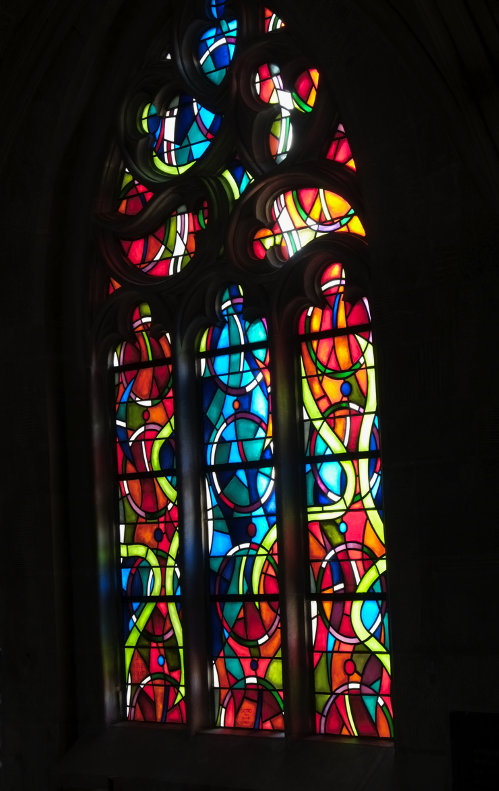
La finestra di Burning Bush, Moses. Collegiata di Romont, Svizzera, 1980. Foto di Dominique Souse.
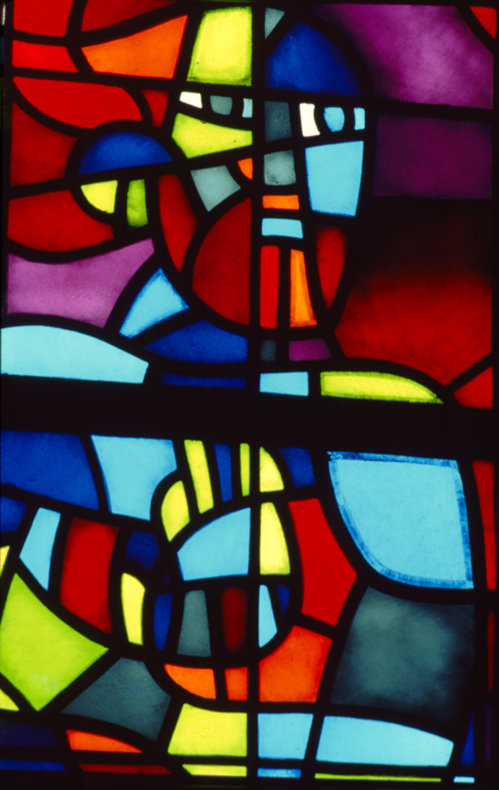
Finestra di Jonas (particolare). Collegiata di Romont, Svizzera, 1980. Foto di Dominique Souse.
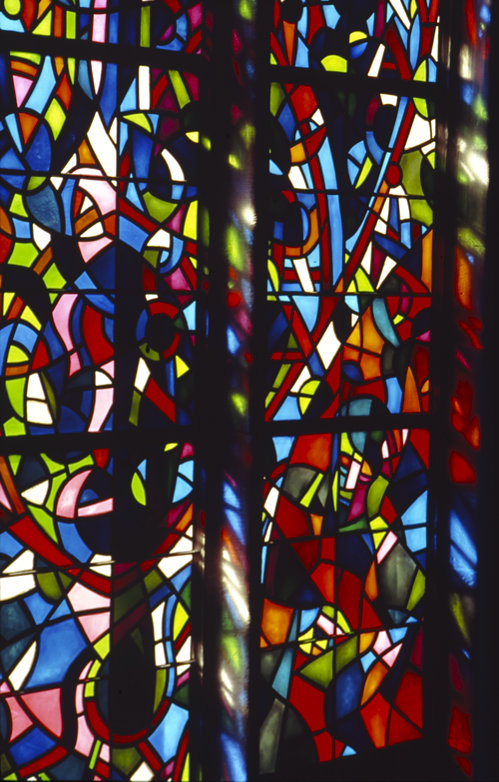
Albero di Jesse, finestra di Isaia (particolare). Collegiata di Romont, Svizzera, 1980. Foto di Dominique Souse
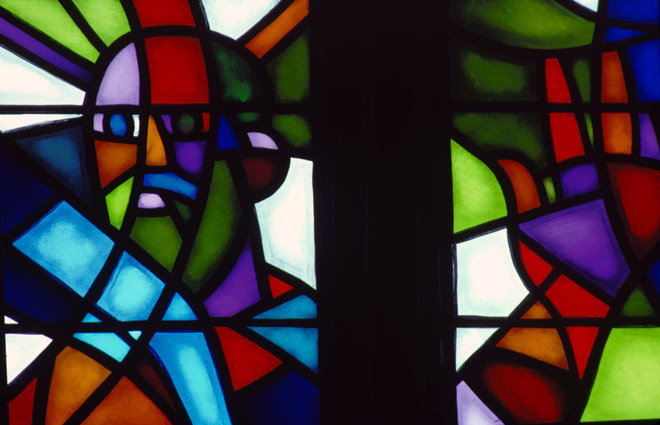
La finestra di Elias (dettaglio). Collegiata di Romont, Svizzera, 1980. Foto di Dominique Souse

## Mostre Selezionate
- 1952 Galerie Jeanne Castel Paris
- 1954 Galería Bonino Buenos Aires e Galerie Pierre Loeb, Parigi
- 1956 Galerie Rive Gauche, Parigi
- 1958 Matthiesen Gallery, Londra
- 1959 documenta 2 Kunst nach 1945 Kassel
- 1961 Matthiesen Gallery, Londra
- 1963-64 Galeria Lorenzelli, Bergamo e Milano
- 1964 Galería Bettie Thommen, Basilea
- 1965 Kunstverein Hamburg Retrospektive
- 1966 Musée d'Art et d'Histoire, Friburgo, Svizzera (retrospettiva)
- 1966 Recklinhausen, Variationen über ein Thema, Städtische Kunsthalle
- 1970 Retrospektiven a Oslo, Kunstforering e Kunst Industriemuseet, Copenhagen, Kunstforening, Oslo, Kunstforening, Holstebro
- 1972 Wildenstein Gallery, London Landscapes of Light
- 1974 Galerie Jacob, Parigi
- 1975 Kunsthalle Bremen, Retrospektive, Berlin Tempelhof, Kunstamt (Festival di Berlino)
- Mostra retrospettiva 1975-76 del Musée des Beaux-Arts de Caen (68 opere d'arte dal 1956 al 1966), Francia
- 1979 Hommage à Pierre Loeb, Museo d'arte moderna della città di Parigi
- 1980 39ª Biennale di Venezia
- 1987 French Institute London. Museo di Arte moderna di Buenos Aires
- 1988 Galerie des Ambassades e Galerie Galarte, Sergio de Castro, Natures Mortes, 1958-1965. Parigi / Bayeux, Museo diocesano di arte sacra
- 1989 Galerie des Ambassades, Parigi
- 1991-92 Romont, Swiss Stained Glass Museum (Donazione Castro)
- 1995 Parigi, Galleria Galarté
- 1997 Parigi La Défense, Atochem
- 1998 Punta De Este, Galleria Sur, Punta del Este, Uruguay
- 2006-07 Saint-Lô, in Normandia, mostra della Donazione di Castro
- 2008 Château de Gruyères, Svizzera, Sergio de Castro
- 2009 Museo Gurvich Montevideo, Uruguay, Francine Del Pierre e Fance Franck's Workshop, Parigi